# Vancouver (chanson)
Pour les articles homonymes, voir Vancouver (homonymie).
Vancouver est une chanson française écrite, composée et interprétée par Véronique Sanson. Elle est la chanson-titre de l'album du même nom qui marque l'émancipation de la chanteuse puisqu'elle l'écrit et le compose en grande partie elle-même. La chanson est créée au château d'Hérouville devenu studio d'enregistrement entre 1969 et 1985.